# Sale ibne Ali
Sale ibne Ali ibne Abedalá ibne Alabas/Alabás (Salih ibn Ali ibn Abdallah ibn al-Abbas; 711-769) foi um membro da dinastia abássida que serviu como general e governador na Síria e Egito.

## Vida
Sale e seu irmão Abedalá pertenceram a vanguarda abássida que derrubou os omíadas em 750: os irmãos sitiaram e tomaram a capital califal de Damasco e então perseguiram o último califa omíada, Maruane II, para o Egito, onde foi capturado e morto. Sale foi nomeado como primeiro governador abássida do Egito em 9 de agosto de 750. Manteve o posto por menos de um ano, sendo nomeado governador do Junde de Filastine (Palestina) em março de 751. Nesta capacidade, enviou Saíde ibne Abedalá na primeira expedição abássida contra o Império Bizantino na Anatólia.
Em 8 de outubro de 753, foi nomeado novamente como governador do Egito, um posto que manteve até 21 de fevereiro de 755. Com a morte do califa Açafá – sobrinho de Sale – em 754, o irmão de Sale, Abedalá, lançou uma revolta na Síria contra o novo califa Ismail Almançor, reclamando que teria sido nomeado com a morte de Açafá como seu sucessor. Sale recusou-se a auxiliar a revolta do irmão e inclusive liderou tropas na Síria para suprimi-la. Ele confrontou e derrotou o governador palestino de Abedalá, Aláqueme ibne Dabane , enquanto Abedalá foi derrotado por Abu Muslim e forçado a submeter-se a Almançor.
Apesar da rebelião de Abedalá, Sale e sua família foram estabelecidos como os primordiais potentados abássidas na Síria, uma posição mantida pelo próximo meio século, com Alfadle, Ibraim e Abedal Maleque, todos filhos de Sale, mantendo governos na Síria e Egito. Sale também foi capaz de apropriar-se de boa parte das extensas propriedades omíadas na área para si. Além disso, desempenhou um papel importante no fortalecimento da fronteira abássida-bizantina, os tugur, reocupando e reconstruindo as antigas cidades bizantinas de Melitene (Malátia), Germaniceia (Marache) e Mopsuéstia (Almassina). Ele morreu na Síria em 769.